# Јужни тропруги опосум
Јужни тропруги опосум (Monodelphis theresa) је врста сисара из породице опосума (Didelphidae) и истоименог реда Didelphimorphia.

## Распрострањење
Бразил је једино познато природно станиште врсте.

## Станиште
Јужни тропруги опосум има станиште на копну.

## Угроженост
Подаци о распрострањености ове врсте су недовољни.

### Популациони тренд
Популација ове врсте се смањује, судећи по расположивим подацима.